# Assassinato de Tia Sharp
Tia Christine Sharp (30 de junho de 2000 - 3 de agosto de 2012) foi uma menina inglesa de 12 anos assassinada em um caso de grande repercussão no Reino Unido, onde foi dada como desaparecida na casa de sua avó, Christine Sharp, em New Addington., Londres, durante o mês de agosto de 2012.

## Ligaçõe externas
- Tia Sharp: linha do tempo de seu desaparecimento
- O Assassinato de Tia Sharp